# 張琼瑤
張琼瑤，GBS，JP（1961年7月23日—），香港公務員，官至首長級甲一級政務官，退休前為勞工及福利局常任秘書長。

## 簡歷
張琼瑤中學就讀於荃灣官立中學，1983年畢業於香港大學，同年8月加入政務職系，1999年1月晉升至首長級乙級政務官，2002年7月晉升至首長級乙一級政務官，於2006年4月晉升至首長級甲級政務官 、2009年4月晉升為首長級甲一級政務官。張琼瑤曾在多個決策局及部門服務，包括政務總署、醫務衛生署、運輸科、保安科、規劃環境地政科、政務科、保安局及政務司司長辦公室。
張琼瑤所任的重要職位包括：
- 1997年至2000年：副保安司（後改稱保安局副局長）
- 2000年10月至2004年3月：副行政署長
- 2004年3月至2006年2月：行政署長[3]
- 2006年2月至2007年10月31日：行政長官辦公室常任秘書長
- 2007年10月31日至2012年7月24日：保安局常任秘書長
- 2012年7月25日至2017年7月18日：政制及內地事務局常任秘書長
- 2017年7月26日至2021年7月25日：勞工及福利局常任秘書長[5]